# Carmión
Carmión ( en griego antiguo: Χάρμιον, romanizado: Chármion, siglo I a. C. - 12 de agosto de 30 a. C.) fue una de las dos sirvientas de confianza de la reina de Egipto Cleopatra. Cuando se suicidó para no caer en manos de Octavio, Iras y Carmión hicieron lo mismo.
La información conocida sobre Carmión e Iras proviene del antiguo filósofo y biógrafo griego Plutarco. Menciona por primera vez a las dos sirvientas de Cleopatra en su Vida de Antonio en el año 32 a. C. En la guerra de propaganda que se estaba librando entre Octavio y Marco Antonio, el amante de Cleopatra, y que precedió a la guerra final entre los dos triunviros, el heredero de César, después de la declaración de guerra, comentó con desdén sobre su oponente que Antonio estaba bajo la influencia de pociones y fuera de su mente y que la batalla inminente no se libraría principalmente contra Antonio, sino contra el eunuco Mardión, y también contra Potino, la peluquera de Cleopatra Iras y la dama de honor Carmión, porque estas personas eran las que estaban realmente a cargo del gobierno egipcio.
Después de perder finalmente la guerra y amenazado con la captura inminente de Alejandría por las tropas de Octavio, Antonio se arrojó sobre su espada ante la falsa noticia de la muerte de Cleopatra. Cuando se enteró de que la reina aún vivía, se hizo llevar, gravemente herido, al mausoleo donde se escondía Cleopatra. Solo llevó consigo a la tumba a dos doncellas (sirvientas personales), que no son nombradas por Plutarco, pero que los historiadores Werner Huss, Michael Grant y Christoph Schäfer identifican unánimemente con Carmión e Iras. En cualquier caso, estas dos mujeres ayudaron a Cleopatra a subir a Antonio por las paredes del mausoleo con la ayuda de cuerdas y lo dejaron entrar por una abertura, donde el ex triunviro murió en los brazos de su amada.
Posteriormente, Cleopatra antes de sufrir cautiverio bajo Octavio prefirió acabar con su vida. Exactamente cómo sucedió esto es tema de debate. Según Plutarco, Cleopatra logró cometer un triple suicidio junto con sus servidoras de confianza sin que sus tutores, quienes supuestamente deberían haberlo impedido, se dieran cuenta de nada. La reina había enviado a Octavio una carta, por cuyo contenido él inmediatamente adivinó su intención; pero las personas enviadas apresuradamente por él a impedirlo habrían encontrado a Cleopatra muerta, a Iras agonizante y a Carmión tambaleándose ajustando la diadema en la cabeza de la reina. A la exclamación de enfado de una de las personas enviadas por Octavio, Carmión respondió que esta acción era propia de una descendiente de tantos reyes, e inmediatamente después se desplomó también muerta.
Carmión también juega un papel importante en muchas adaptaciones dramáticas de Cleopatra, por ejemplo, en la tragedia de William Shakespeare Antonio y Cleopatra (1606/07). Eleanor Phelps interpretó a Carmión en la película Cleopatra de 1934, protagonizada por Claudette Colbert; Isabel Cooley interpretó a Carmión en la película Cleopatra de 1963, en la que Elizabeth Taylor interpretó a la reina egipcia.